# Кингсли Еймис
Кингсли Уилям Еймис (на английски: Kingsley William Amis; роден на 16 април 1922 г. в Лондон, починал на 22 октомври 1995 г. също там) е английски писател и поет. Той е един най-видните представители на литературното направление от 50-те години на 20 век, наречено „Сърдитите млади хора“.

## Биография
Завършва Оксфордския университет през 1949 г. и от 1961 г. се занимава основно с писателска дейност. Бил е женен за английската писателка Елизабет Джейн Ховард, с която се развежда през 1983 г. Неговият син Мартин Еймис е също писател.

## Награди
- Рицар (1990) – Орден на Британската империя.